# Ford Mustang Mach-E
Ford Mustang Mach-E — кросовер електромобіль (BEV), що виготовляється компанією Ford з 2020 року.

## Опис

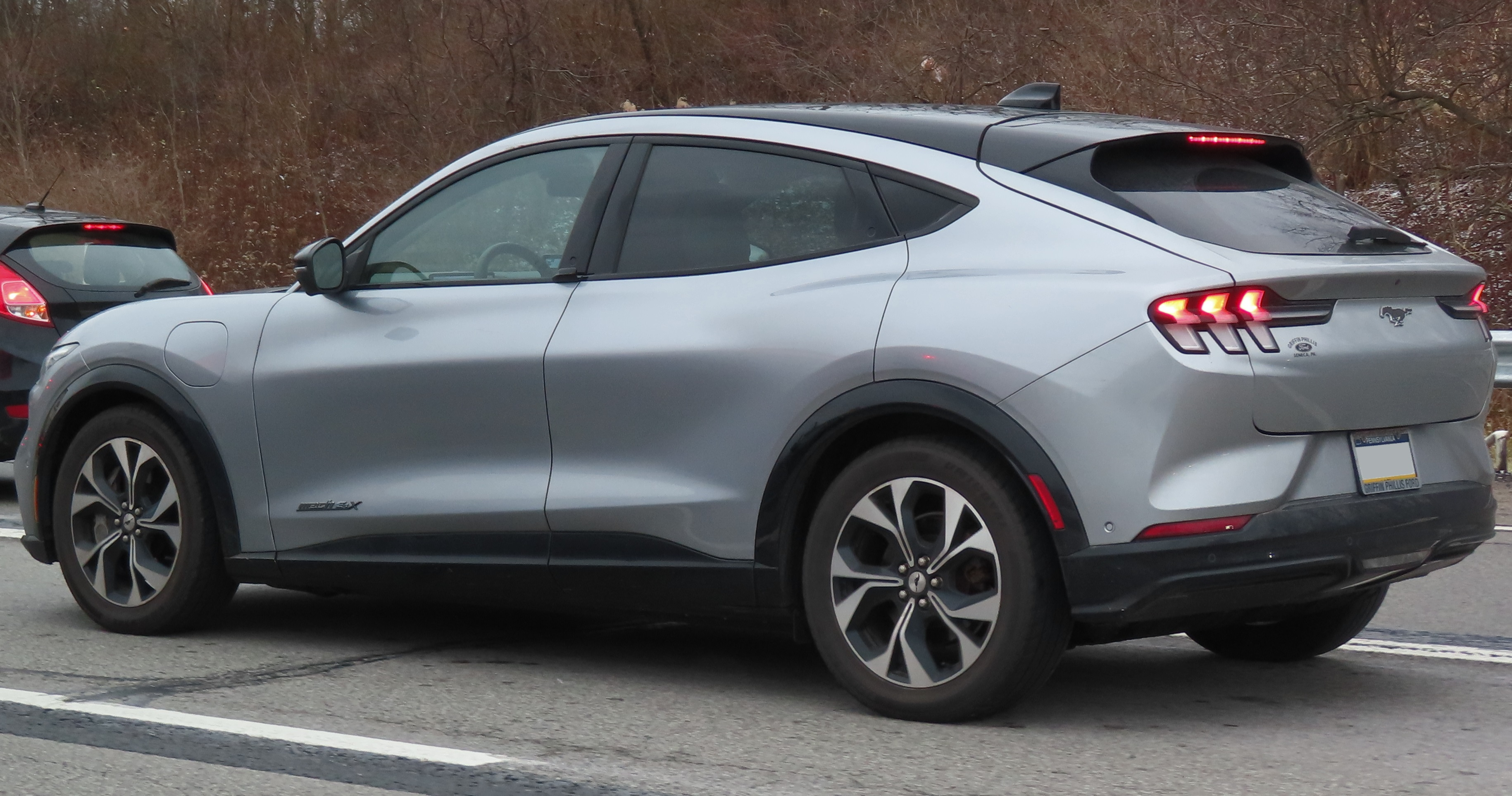

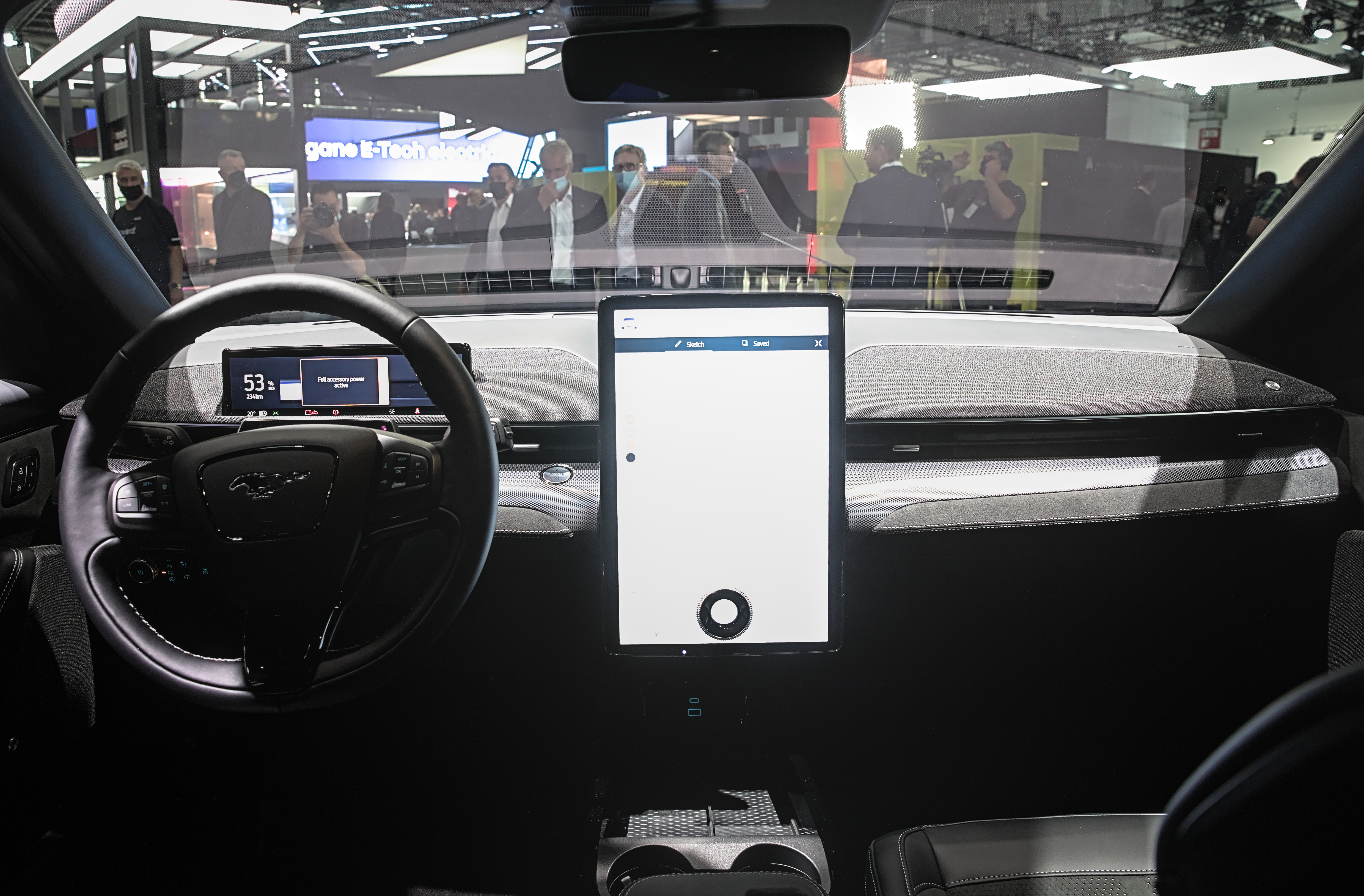

17 листопада 2019 року в Лос-Анджелесі компанія Ford представила електричний кросовер Mustang Mach-E. У машини буде п'ять комплектацій, дві версії тягової батареї за обсягом, дві версії типу приводу і чотири варіанти віддачі електромоторів. Довжина автомобіля — 4724 мм, ширина — 1880, висота — 1600, колісна база — 2972, кліренс — 145 мм. Часте питання чому цей електромобіль відноситься до серії Mustang. Відповідь: Так як даний електрокар був спроектований в Детройті також людьми, що і проектують звичайні мустанги.
В основі кросовера лежить платформа Ford GE1, яка є модернізованою платформою С2 від Ford Focus (McPherson спереду, багатоважільна підвіска ззаду), але модифікована настільки, що тяговий мотор опинився на кормі. Вся оптика світлодіодна. Діаметр коліс — 18, 19, 20 дюймів. Обсяг заднього багажника — 822—1689 л, переднього — 139,5 л.
Передбачено чотири варіанти потужності електромотора: 190 кВт (258 к. с.), 210 (286 к. с.), 248 (337 к. с.), 342 (465 к. с.). Крутний момент становить 415, 581, 830 Н·м. Привід — задній або повний. Розгін до 60 миль в годину (96,5 км/год) триває 3,5—6,5 с, максималка не названа. Зупиняють Mach-E гальма Brembo з новими алюмінієвими супортами Flexira: спереду стоять чотирьохпоршневі механізми, ззаду однопоршневі з плаваючою скобою.
Запас ходу в циклі EPA залежить від місткості батареї: 75,7 кВт·год забезпечують пробіг в 338—370 км, а 98,8 кВт·год — 435—483 км. Зарядка з 10 % до 80 % від експрес-станцій на 150 кВт триває 38 хвилин. При підключенні до побутової розетки акумулятор за годину отримує еквівалент 52 км. Заощадити енергію допоможуть три режими руху: Whisper, Engage і Unbridled.
Mustang Mach-E 2022 отримав частково автоматизований режим водіння під назвою BlueCruise. Система може гальмувати та прискорювати кросовер, а також управляти кермом.

## Продажі
| рік  | США    | Європа | Китай |
| ---- | ------ | ------ | ----- |
| 2020 | 3      | 185    |       |
| 2021 | 27,140 | 23,054 |       |
| 2022 | 39,458 | 25,217 | 4,860 |
| 2023 | 35,908 |        |       |